# Фонд Эль-Юрт Умиди
«El-yurt umidi» — государственный фонд, созданный для налаживания тесного сотрудничества с проживающими и работающими за рубежом, учёными, специалистами и талантливой молодежью, путём обучения и повышения квалификации граждан Узбекистана.
Фонд «El-yurt umidi» был создан для подготовки квалифицированных специалистов при Кабинете Министров Республики Узбекистан. Фонд является правопреемником прав, обязанностей и договоров, в том числе международных договоров, Фонда Президента Республики Узбекистан «Iste’dod» по организации обучения, стажировок и учёбы за рубежом.
Государственный центр тестирования оказывает всестороннюю методическую поддержку Фонду в организации отбора кандидатов на обучение за рубежом на конкурсной основе. Установлено, что документы об образовании стипендиатов, прошедших обучение в зарубежных странах через Фонд, в том числе учёная степень доктора наук, будут проверяться (определение эквивалентности) без специальных испытаний Государственной инспекции качества образования и высшей аттестационной комиссии.
Приём в бакалавриат, магистратуру и докторантуру за рубежом, обучение и стажировку осуществляется только для граждан Узбекистана и на основе правил приёма и отбора. Стипендиат, обучавшийся за границей, обязан непрерывно работать не менее 5 лет по специальности, в министерствах, ведомствах или других государственных организациях .

## Главная задача
В качестве основных задач и направлений деятельности фонда определены следующие:
- установление контактов с соотечественниками, обладающими ценным научным и практическим опытом, работающими в престижных научно-исследовательских, образовательных и медицинских учреждениях за рубежом, в перспективных отраслях экономики, особенно в сферах производства и применения новейших материалов, инновационных технологий;
- Привлекать зарубежных учёных, преподавателей, инженеров и других специалистов, в том числе соотечественников, в области образования, здравоохранения, экономики и государственного управления, создавать для них благоприятные условия, решать их текущие проблемы, разрабатывать предложения по обеспечению эффективного использования их потенциала и осуществления деятельности;
- формировать положительный образ Узбекистана среди соотечественников, работающих в сфере образования, здравоохранения и экономики, собирать, обобщать и доносить их идеи и мнения по вопросам развития отраслей экономики и социальной сферы в Республике Узбекистан, доносить их соответствующим организациям, а также создать эффективную систему подготовки и распространения собранных материалов;
- активное использование потенциала соотечественников в формировании и поддержке положительного имиджа Узбекистана за рубежом, а также в установлении связей и развитии сотрудничества с престижными образовательными и научными центрами развитых стран;
- организация отбора и подготовки перспективных специалистов в области образования, здравоохранения, экономики и государственного управления, в том числе педагогических и научных кадров, по программам бакалавриата, магистратуры и докторантуры в ведущих образовательных и научных учреждениях развитых стран;
- контроль за учебой перспективных специалистов в престижных зарубежных образовательных и научных учреждениях, оказание им помощи в устройстве на достойную работу в Узбекистане, контроль за трудовой деятельностью этих специалистов, содействие их профессиональному росту и продвижению по должностям;
- Подготовка и широкое распространение журналов, научных сборников, в которых будут публиковаться аналитические материалы о ходе общественно-политических и социально-экономических реформ в Узбекистане;
- мониторинг состояния дел в государственных органах и иных организациях по вопросам обучения кадров за рубежом и привлечения иностранных специалистов, а также разработка предложений по совершенствованию этой системы;
- установление связей с международными организациями, государственными органами зарубежных стран и неправительственными организациями в сферах образования, здравоохранения, экономики и государственного управления, привлечение их к реализации проектов сотрудничества и развития[2] .

## Стипендии Фонда
- стажировка в зарубежных научных, образовательных, творческих учреждениях, государственных органах, предприятиях и других организациях — на срок до 6 месяцев;
- обучаться в ведущих зарубежных высших учебных и научных учреждениях на базе бакалавриата — 3-4 года, магистратуры — 1-2 года, докторантуры — 1-4 года[1] .

## Продолжительность обучения
- бакалавриат — 3-4 года;
- степень магистра — 1-2 года;
- Докторантура — 1-4 года[3] .

## Требования
- быть гражданином Республики Узбекистан;
- Возраст: докторантура — от 25 до 45 лет; степень магистра — с 21 до 45 лет; Бакалавриат — до 25 лет;
- Наличие не менее 2-х лет опыта работы по выбранной специальности (кроме системы высшего образования);
- Официальное согласие третьих лиц на полное финансовое обязательство[3] .

Согласно указу Президента «О мерах по коренному совершенствованию системы подготовки государственных служащих и специалистов за рубежом и дальнейшему повышению их потенциала» фонд «Эл-Юрт Умид» предлагает 100 мест для обучения молодежи по программе бакалавриата в престижных зарубежных стран в 2021 г. по итогам открытых конкурсов на получение стипендий, в среднем в магистратуре и докторантуре выделяется в 5 раз больше мест по сравнению с предыдущими годами .